# Zoe Renee
Zoe Renee (Atlanta, Georgia, 30 de mayo de 1997) es una actriz estadounidense. Ha actuado en la serie The Quad (2017) y en las películas Jinn (2018), Master (2022), Chang Can Dunk (2022) y en Los juegos del hambre: balada de pájaros cantores y serpientes.

## Biografía
Renee nació en Atlanta, Georgia en 1997 y creció en una granja cerca de Fayetteville, una localidad situada al sur de Atlanta.  Tiene un hermano. Su padre, Speech, estaba en el grupo de rap de los 90, Arrested Development. Renee disfrutó cantando, bailando y actuando durante toda su infancia. Siempre ha considerado a Keke Palmer y Raven-Symoné  como dos actrices que admiraba cuando era niña.
En 2007, participó en la serie de la Black Entertainment Television (BET) The Quad poco después de graduarse en la escuela secundaria; duró dos temporadas. Luego protagonizó la película dramática independiente Jinn (2018) dirigida por Nijla Mu'min, en la que interpretó a una adolescente musulmana. En 2019, participó en varias películas y series incluidas Nancy Drew and the Hidden Staircase, donde interpretó el papel de Georgia «George» Fan, Gully y en la serie de televisión de superhéroes, Black Lightning.
En 2022, fue elegida para protagonizar la película Master junto a Regina Hall. Posteriormente, interpretó el papel de Kisty, quien es el interés amoroso del personaje principal de Chang, en la película de Disney+ Chang Can Dunk. Además en 2023, fue seleccionada como miembro del elenco de la película de la franquicia de los Juegos del hambre, titulada Los juegos del hambre: balada de pájaros cantores y serpientes, que se estrenó en cines en los Estados Unidos el 17 de noviembre de 2023 por Lionsgate.

## Filmografía
| Año            | Título                                                         | Papel                | Notas                            | Ref.   |
| -------------- | -------------------------------------------------------------- | -------------------- | -------------------------------- | ------ |
| 2016           | Welcome to the Bubs                                            | Raina                | Cortometraje                     |        |
| 2018           | Jinn                                                           | Summer               |                                  |        |
| 2017-2018      | The Quad                                                       | Noni Williams        | Papel principal: 17 episodios    |        |
| 2019           | Nancy Drew and the Hidden Staircase                            | Georgia «George» Fan |                                  | [ 5 ]  |
| 2019           | Gully                                                          | Keisha               |                                  | [ 6 ]  |
| 2019           | Black Lightning                                                | Maryam Luqman        | 2 episodios                      |        |
| 2019           | (Future) Cult Classic                                          | Mila                 | Telefilme                        |        |
| 2020           | Prom                                                           | Kylie                | Cortometraje                     |        |
| 2022           | Master                                                         | Jasmine Moore        | Película original de Prime Video | [ 7 ]  |
| 2022           | Tell Me Lies                                                   | Charlie              | 3 episodios                      |        |
| 2023           | Chang Can Dunk                                                 | Kristy               | Película de Disney+              | [ 8 ]  |
| 2023           | Los juegos del hambre: balada de pájaros cantores y serpientes | Lysistrata Vickers   |                                  | [ 10 ] |
| (Fuente: IMDb) |                                                                |                      |                                  |        |